# Conquista francese della Corsica
La conquista francese della Corsica ebbe luogo tra il 1768 e il 1769, quando la Repubblica Corsa fu occupata dalle forze francesi sotto il comando di Noël Jourda, Conte di Vaux.
Con il Trattato di Versailles del 1768 il re di Francia ebbe dalla Repubblica di Genova il possesso temporaneo della Corsica  . Già dal 1755 i Corsi avevano de facto raggiunto l'indipendenza e avevano promulgato una costituzione propria. Dopo aver abbandonato ogni speranza di recuperare la Corsica con le proprie forze, la repubblica genovese scelse quindi di chiedere l'intervento della Francia , desiderosa di conquistare nuove terre dopo le perdite territoriali durante la Guerra dei Sette Anni.
L'offensiva iniziale della Francia fallì e l'esercito invasore subì una significativa sconfitta nella battaglia di Borgo nel mese di ottobre del 1768. La Francia inviò quindi un gran numero di rinforzi. L'esercito della Corsica subì una grave battuta d'arresto alla battaglia di Ponte Nuovo e le forze francesi presto occuparono gran parte dell'isola, anche se le forze corse non furono completamente sottomesse fino all'anno successivo e focolai sporadici di ribellione continuarono.
L'invasione francese innescò la cosiddetta crisi corsa nella politica britannica. Pur inviando aiuti ai Corsi, il governo britannico decise di non agire contro l'occupazione francese dell'isola. Il leader della Repubblica Corsa, Pasquale Paoli, andò in esilio in Gran Bretagna, dove rimase fino alla Rivoluzione francese, quando gli fu finalmente permesso di tornare sull'isola.
Nel 1789 l'isola fu formalmente annessa alla Francia con il Decreto di riunione della Corsica alla Francia emesso dall'Assemblea Nazionale.
Le truppe britanniche successivamente intervennero in Corsica tra il 1794 e il 1796, creando il Regno di Corsica, e nel 1814, a seguito del trattato di Bastia. Dopo il Congresso di Vienna il controllo dell'isola fu restituito ai monarchi francesi restaurati.